# No Mercy (2017)
No Mercy (2017) — pay-per-view шоу «No Mercy», що проводиться федерацією реслінгу WWE, в якому брали участь лише бійці арени Raw. Шоу відбулося 24 вересня 2017 року в Стейплс-центр у місті Лос-Анджелес, Каліфорнія, США.